# 去俄罗斯化
去俄罗斯化是指为扭转俄罗斯化而出台的政府或其它机构政策、方针。去俄罗斯化发生在1917年俄罗斯帝国解体后新独立的国家中；在20世纪20年代苏联非俄罗斯族地区中；在20世纪60年代罗马尼亚中；最近一次是在苏联解体后众多独立后的国家中，呈现出不同程度、速度和强度的态势。

## 俄罗斯帝国解体后
在1917年俄罗斯帝国解体后，去俄罗斯化开始发生在独立出来的芬兰、波兰、爱沙尼亚、拉脱维亚、立陶宛和后来划入土耳其的卡尔斯州。当爱沙尼亚、拉脱维亚和立陶宛在第二次世界大战期间被并入苏联的时候，虽然俄语成为了官方语言，大量俄罗斯族迁入了这些地区，但并未在人名地名层面重新俄罗斯化。

## 苏联内部
在新成立的苏维埃联盟内出台了一项本土化政策，该政策被认为是国家层面上在非俄罗斯族地区去俄罗斯化的一种形式。斯大林却阻碍了本土化政策的落实，并非改变法律条文而是降低政策的实际效果来到达推进“事实”俄罗斯化的目的。

## 冷战时期

### 罗马尼亚
在20世纪60年代的罗马尼亚，随着与苏联的政治决裂而导致了俄罗斯文化影响力在罗马尼亚被消除。俄语标志从布加勒斯特机场拆除，俄语街道名被改为罗马尼亚语名，俄文书店被关闭，而苏联的戏剧、电影和广播节目变得罕见。俄语不再是学校的必修课，取而代之的是英语和法语。高尔基俄罗斯语言学院也被关闭。

經過導致羅馬尼亞共產黨消亡的1989年羅馬尼亞革命後，新的羅馬尼亞民主政府更是對俄羅斯防範於未然，尤其自加入北約和歐盟後的羅馬尼亞政府常參與美軍主導的黑海軍演，其目的是回應俄軍在黑海的挑釁行為。俄羅斯入侵烏克蘭後至今羅馬尼亞政府收容了大量烏克蘭難民以及對俄羅斯總統普京等領導層和俄羅斯企業實施制裁。

### 中国
中苏交恶后，中华人民共和国内务部和国家测绘总局于1963年发布文件《关于请对存在俄语地名的问题进行调查研究提出处理意见的通知》，要求黑龙江省对其辖区内的俄语地名进行清理。随后，黑龙江省民政厅进行了统计，确定了20个过去使用但现在有中文名称的俄语地名（主要是哈尔滨市内的街道，以及黑龙江上的岛屿）和9个没有中文名称的地名后于1963年12月27日向北京发送了一份书面报告，其中包含对俄罗斯地名进行更名的建议，以及一些地名需要进一步研究的说明。1964年12月26日，中华人民共和国国务院应内政部的要求，批准了黑龙江省当局的提议。

## 苏联解体后

### 南高加索

#### 亚美尼亚
相比邻国格鲁吉亚，俄语在亚美尼亚有强势地位，是大多数知识分子的首选语言。然而独立后的20世纪90年代初，亚美尼亚推行包括将所有公立学校的授课语言改为亚美尼亚语的政策。俄语作为第二语言保留了强有力的地位，被大量往来于俄罗斯（尤其是莫斯科市）的亚美尼亚侨民所使用。俄语仍然是个人标志和广告中常见的第二语言，亚美尼亚从未系统地取代以前的亚美尼亚语或俄罗斯语标志，这意味着很多这样的双语标志依然存在。2010年，去俄罗斯化显著回落，亚美尼亚投票通过了重新引入俄语学校的提案。

#### 阿塞拜疆
2005至2006年的调查表明，政府官员并不认为俄语对比重上涨的阿塞拜疆语构成威胁。相反，俄语仍然发挥着在与俄罗斯保持稳固的经济、政治关系的价值。然而为了获得成功，俄羅斯族公民需要精通阿塞拜疆语。
不過自從俄羅斯入侵烏克蘭後至今，阿塞拜疆政府也愈來愈疏遠俄羅斯政府，例如允許阿塞拜疆國民前往烏克蘭加入自由國際軍團參軍反抗俄軍、阿塞拜疆政府曾阻止俄軍戰機駛經阿塞拜疆領空以及阿塞拜疆政府向烏克蘭人民捐物資等。

#### 格鲁吉亚
格鲁吉亚政府一直奉行只在大部分官方和民间标志上使用格鲁吉亚文，英语是最受青睐的外语。獨立後初期部分苏联时代遗留的标志被保留，其中大都是双语标志。2008年南奥塞梯战争爆发后格鲁吉亚政府加快了去俄罗斯化的脚步，尤其自俄羅斯入侵烏克蘭後格魯吉亞去俄化更為顯著。在亚美尼亚人占多数的薩姆茨赫-賈瓦赫蒂大区的私有标志和广告中，通常是只用俄文或俄格双文。在阿塞拜疆族占多数的Borchali地区，标志和广告通常只用俄文，或格阿双文，或格俄双文。去俄罗斯化尚未在格鲁吉亚政府控制外的阿布哈兹和南奥塞梯开展。

### 波罗的海国家

#### 爱沙尼亚与拉脱维亚
爱沙尼亚和拉脱维亚已经在苏联的最后几年里开始了强烈的去俄罗斯化。例如，1988年，拉脱维亚苏维埃社会主义共和国宣布拉脱维亚语为苏维埃拉脱维亚的唯一官方语言。
尽管在拉脱维亚（2011年有占人口总数26.9%的俄罗斯族）和爱沙尼亚（2011年有占人口总数24.8%的俄罗斯族）有大量说俄语的少数民族，俄语在这些国家被认为是一种外语。
因此，欧洲委员会的《欧洲区域或少数民族语言宪章》并不适用于俄语，由于拉脱维亚和爱沙尼亚法律，它不被认为是诸如官方支持的拉特加尔语（使用人数165,000人）和立窝尼亚语（使用人数不超过几百人）之类历史上的少数民族语言。这使得俄语在这两国的地位类似于土耳其语在德国或阿拉伯语在法国的地位——但在爱沙尼亚和拉脱维亚，俄语使用者的比例是在使用任何欧盟成员国都没有官方或地区地位的语言的少数民族中最高的，如德国人口中的土耳其人占比不超过5%。
迄今为止，欧盟大体支持爱沙尼亚和拉脱维亚这一不授予俄语官方地位的政策，以至于就2010年印刷俄语的宣传册向拉脱维亚政府致歉。
2007年，国际特赦组织严厉批评了其所称的爱沙尼亚对俄语使用者的困扰。2010年，爱沙尼亚语监察团在工作场所加强了巡查以确保国家雇员在一个可接受的水平上讲爱沙尼亚语。其中也包括对俄语学校教师的视察。 国际特赦组织不断批评爱沙尼亚的政策，指出“主要来自于讲俄语的少数民族的非爱沙尼亚语使用者由于在部分私营行业和几乎所有的公共行业职位对于官方的语言要求，而被剥夺了就业机会。大多数人没有获得使他们有资格取得就业机会且负担得起的语言培训。
2012年2月，“将俄语设为拉脱维亚第二官方语言”的宪法修正案付诸公投，最终计票结果显示，支持俄语成为拉脱维亚第二官方语言的民众占24.9%，反对俄语成为拉脱维亚第二官方语言的民众占74.8%。 
在爱沙尼亚和拉脱维亚的俄罗斯族人若想获取国籍则必须通过爱沙尼亚语或拉脱维亚语的测试，否则只能持有政府签发的外国人护照，而持有外国人护照的人士在爱沙尼亚和拉脱维亚境内的权利会受到限制。

#### 立陶宛
相较于其他两个波罗的海国家，立陶宛讲俄语的少数民族群体並不大（2008占比5.0%）。讲俄语的人只需满足简单的要求而非通过流利的立陶宛语测试即可成为公民。
1989年1月25日，立陶宛苏维埃社会主义共和国最高苏维埃主席团命令“将立陶宛语作为除苏联军队外，立陶宛苏维埃社会主义共和国境内所有企业、机构和组织的‘正式交流主要手段’”。在宪法通过的1992年，立陶宛语被明确规定为官方语言。

### 白俄罗斯
最初，当白俄罗斯于1991年独立时，白俄罗斯语成为唯一的官方语言，某些去俄罗斯化便开始了。然而，在亲俄罗斯的亚历山大·格里戈里耶维奇·卢卡申科在1994年当选白俄罗斯的总统后，俄语与白俄罗斯语一同成为了官方语言。1995年就这一问题举行了在欧洲安全与合作组织看来是欺诈性的公投后，俄罗斯化仍在继续。在这个国家的大多数领域中，俄语是一个很有统治地位的语言。事实上，几乎所有的政府信息和网站都只使用俄语。

### 中亚

#### 哈萨克斯坦
俄语和哈萨克语同为官方语言，哈萨克语作为国家语言，而俄语作为民族交际语言。俄语在商业上依旧占主导，而哈萨克语在政府和媒体领域的重要性上日益增加。2017年底，哈萨克斯坦总统努尔苏丹·纳扎尔巴耶夫宣布将在哈境内开展哈萨克语字母拉丁化运动，预计将在2025年完成哈萨克语字母从西里尔字母到拉丁字母的转变，此举被部分人士视为重塑哈萨克民族意识和减少俄罗斯影响的举措。
努爾蘇丹總統退任後，新任哈薩克總統托卡耶夫在俄羅斯入侵烏克蘭立場較強硬反對，更多次致電普京表示俄羅斯應該撤軍以尊重烏克蘭領土完整，甚至拒絕接受俄羅斯的亞歷山大·涅夫斯基勳章，這些舉動令哈俄關係降至歷史最差級別。其後俄羅斯政府為報復哈薩克政府親烏舉動，便阻止哈薩克將其國內的天然氣管輪往歐洲，間接令歐洲物價通漲加劇。

#### 吉尔吉斯斯坦
除了俄罗斯本土和白俄罗斯外，在所有的后苏联国家中，俄语在吉尔吉斯斯坦有着最强大的地位。俄语保留了同吉尔吉斯语同样的官方地位，俄语仍然是商业和政府高层的主导语言。议会会议很少使用吉尔吉斯语举行，大多使用俄语进行。而2005年爆发的“郁金香革命”动乱被认为是前苏联地区去俄罗斯化的表现。2011年，总统萝扎·奥通巴耶娃重启了关于提升吉尔吉斯语主导地位的辩论。
在獨立後一些地名由俄語改回吉爾吉斯語，如伏龍芝改回比什凱克。

#### 塔吉克斯坦
在独立后，塔吉克斯坦的去俄罗斯化进程日益明显。为了恢复民族文化，剔除苏俄的历史和文化痕迹，塔吉克斯坦在四个主要方面做出了尝试：恢复某些地名的塔吉克语历史名称，而乌兹别克族占总人口15%，俄罗斯族和吉尔吉斯族各占约1%。独立后，塔吉克语被宣布为唯一的官方语言，而俄语被指定为“各民族间沟通的语言”直到2009年。2009年颁布的《国家语言法》规定，在该国所有官方文件和教育领域中应该只能使用塔吉克语。但法律还指出，该国所有少数民族有权选择何种语言来让他们的子女接受教育。此外，塔吉克斯坦总统拉赫蒙在2007年3月将自己的名字由俄语式的“拉赫莫诺夫”改为现名字。2016年4月，塔吉克斯坦正式宣布新生儿不再允许使用斯拉夫式的姓氏后缀和父名作为姓名。

#### 土库曼斯坦
土库曼斯坦的去俄罗斯化最为强烈，是中亚第一个将文字字母改成拉丁字母（土库曼语字母）的国家。土库曼斯坦的情况不同于其他中亚国家：数以萬计的土库曼学生在土耳其求学或工作，有利的签证条件吸引了大批作为非法劳工和学生的土库曼族人来到土耳其。土库曼族是土耳其族的亲缘民族（皆為烏古斯人）。虽然在土库曼斯坦俄语电视频道大都被关闭，但土耳其语的卫星电视节目却到处可见。土耳其语学校填补了因俄语学校关闭而留下的缺口，超过600家土耳其公司在土库曼斯坦运作。

#### 乌兹别克斯坦
1991年乌兹别克斯坦独立后，乌兹别克斯坦文化经历了三个阶段的去俄罗斯化，还经历了一个乌兹别克民族认同的产生和西方化。乌兹别克斯坦主要通过行之有效的教育系统来推动这些改革，因为乌国国内有将近一半人口的年龄在学龄或以下。由于在雇用和解雇的过程中乌兹别克语享有官方特权的待遇，在乌兹别克斯坦出现了俄罗斯族人才外流的现象。对工业、科学和教育领域中俄语人口的取代削弱了这些领域的实力。作为这种移民现象的结果，民众对于一些俄罗斯文化中心的参与度大幅下降。在首都塔什干，俄国革命的领导人雕像被帖木儿之类的当地英雄雕像所取代，俄罗斯式的城市街道名称也被改成了乌兹别克式的。1995年，政府下令将基于俄式西里尔字母的乌兹别克语字母改为经修改的拉丁字母，1997年，乌兹别克语成为了国家行政机关的唯一用语。 

### 摩尔多瓦
当摩尔多瓦在1991年独立之时，摩尔多瓦语（罗马尼亚语）成为了唯一官方语言。近年摩爾多瓦多任政府愈來愈親歐盟（伊戈爾·多東除外），特別自從瑪雅·桑杜上任上就積極推動摩爾多瓦加入歐盟和北約進程，目前摩爾多瓦已成為歐盟候選國其中一員。另外桑杜總統在俄羅斯入侵烏克蘭期間收容了大量烏克蘭難民，並多次向烏克蘭政府提供援助。

### 乌克兰
1991年之前，乌克兰是苏联的一部分，俄语和乌克兰语均为苏联的官方语言。在1991年独立后，乌克兰将乌克兰语作为唯一国家官方语言并实施政府政策扩大乌克兰语的使用范围。乌克兰的教育系统在独立后的头个十年里将以俄语为主的教学状态变为范围超过75%的以乌克兰语为主的教学状态。政府还规定了在媒体和商业中逐步增加乌克兰语的分量。在某些情况下，中学和高等教育机构的教学语言的急剧变化导致了部分民众（以讲俄语的人数居多）控诉其为“同化”。在2012年7月由民间组织RATING发起的民意调查显示，55%被调查的18岁以上成年人认为乌克兰语是他们的母语，40%则是俄罗斯语，5％不能确定哪一种语言是他们的母语。然而，转变缺乏在其它几个前加盟共和国内就“去俄罗斯化”展开的大多数辩论。
烏克蘭總統亞努科維奇被罷免後，烏克蘭開始对以俄罗斯政治家和文化人物命名的地名、帶有俄罗斯主义的地名、反映俄罗斯世界观或与俄罗斯有關的地名进行重命名。此外烏克蘭還拆除與俄羅斯或蘇聯有關的牌匾、标志、纪念碑、半身像等設施和雕塑。2016年2月4日，乌克兰最高拉达制定了乌克兰去共产主义化和去俄罗斯化政策，並通过了一项“关于重命名某些定居点和地区”的决议，其中之前以俄罗斯政治家的名字命名的定居点將重新命名。2016年10月17日，乌克兰基础设施部长在一次会议上向下属下达命令，要求將乌克兰境內的机场原本俄羅斯化和共产主义化的名称更名。2018年5月4日，赫尔松州海尼切斯克區议会撤销了承认俄语为该地区地区语言的决定。此後烏克蘭多個原本授予俄語「地區語言」的地方撤銷了先前的決定。2022年3月1日，乌克兰驻韩国大使馆呼吁韓國公众和政府不要用俄语发音翻译乌克兰地名。

#### 对在乌克兰政治中逆转去俄罗斯化的尝试

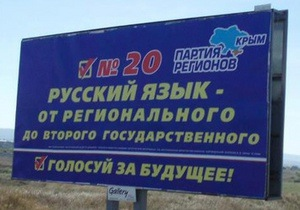
克里米亚的地区党2012年选举海报上称“俄语：从一个地区语言（升级）到第二官方语言”

在各种选举中将俄语采纳为官方语言是诸多主要候选人的竞选承诺（列昂尼德·库奇马于1994年乌克兰总统选举、维克多·费奥多罗维奇·亚努科维奇于2004年乌克兰总统大选以及地区党于2012年乌克兰议会选举）。2012年，乌克兰在语言上的立法使俄语成为几个南部和东部地区的“地区语言”。

### 俄罗斯联邦境内的共和国

#### 北高加索
在达吉斯坦、车臣和印古什，对于去俄罗斯化的理解并非直接指俄罗斯语言和文化的消失，而是指讲俄语的民族大批出逃，尤其是在第一次和第二次车臣战争以及伊斯兰化后，2010年则到达了一个临界点。对工业、科学和教育领域的讲俄语人口的取代，削弱了这些领域的实力。

#### 鞑靼斯坦
1990年后，俄罗斯联邦鞑靼斯坦共和国看见了鞑靼民族主义的复苏和积极促进鞑靼语言文化复兴并持续进行去俄罗斯化的鞑靼人政府的形成。实现这些预期的一个因素是将以西里尔字母书写的文字改为以拉丁字母书写。1999年，这一决议被批准，意图以10年为过渡期，在2001年的秋季从路牌和学校项目开始，最终于2011年完成。
然而，由于俄罗斯宪法法院裁定对于俄罗斯联邦诸共和国国家语言强制执行使用西里尔字母的二〇〇二年十一月一十五日联邦法律与俄罗斯联邦宪法并不矛盾。 根据这一宪法法院的裁决，于2004年12月28日，鞑靼最高法院推翻了使拉丁字母官方化的鞑靼政府法规。这些措施被迫终止。

#### 非去俄罗斯化的共和国
- 在卡累利阿，2007年曾宣布卡累利阿语被用于某些国家活动中，[37]俄语仍是唯一的官方语言（卡累利阿语是数个“国家”语言之一），几乎所有的商业和教育活动均以俄语进行。 2010年，卡累利阿人占卡累利阿共和国总人口的不到8％。
- 据报道，马里埃尔共和国将继续进行俄罗斯化。[38]